# Новопестерёво
Новопестерёво — село в Гурьевском районе Кемеровской области. Административным центр Новопестеревского сельского поселения.

## География
Центральная часть населённого пункта расположена на высоте 211 м над уровнем моря.

## Население
| 2010 |
| ---- |
| 1056 |

### Половой состав
По данным Всероссийской переписи населения 2010 года, в селе Новопестерёво проживало 1056 человек (492 мужчины, 564 женщины).

## Улицы
| - ул. Береговая, - ул. Кузнецкая, - ул. Октябрьская, - ул. Садовая, | - ул. Советская, - ул. Степная, - ул. Тульская, - ул. Школьная. |